# Louise O’Reilly

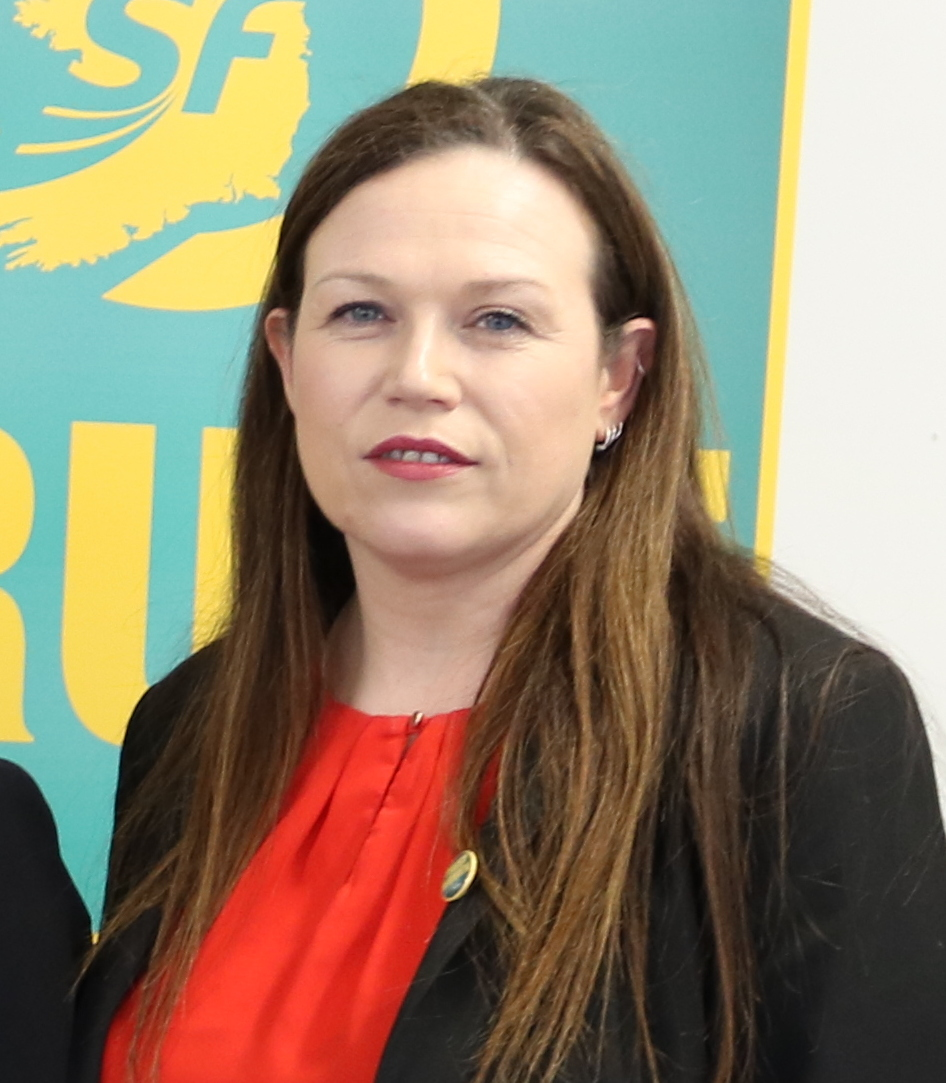
Louise O’Reilly (2018)

Louise O’Reilly (* 27. September 1973 in Dublin, Irland) ist eine irische Politikerin der Sinn Féin. Seit 2016 ist sie Teachta Dála im irischen Unterhaus Dáil Éireann.

## Leben
Louise O’Reilly wurde in eine Gewerkschafterfamilie geboren. Sie machte ihren Abschluss am University College Dublin.
Bei den Wahlen zum Dáil Éireann 2016 trat sie im Wahlkreis Dublin Fingal an und wurde dort für die Sinn Féin auf dem fünften Sitz gewählt.
Ihr gelang es, bei den Wahlen 2020 den Wahlkreis mit den meisten Stimmen zu gewinnen. Sie konnte ihren Erfolg 2024 wiederholen, obwohl der Wahlkreis unter dem Namen Dublin Fingal West neu zugeschnitten wurde. 

## Privates
Louise O’Reilly ist seit 2013 mit Ciarán Moore verheiratet, mit dem sie ein Kind hat. 